# Красноармейское (Красногвардейский район)
Красноарме́йское (до 1948 года Ташлы́-Конра́т; укр. Красноармійське, крымскотат. Taşlı Qoñrat, Ташлы Къонърат) — исчезнувшее село в Красногвардейском районе Республики Крым, располагавшееся в центре района, в степной части Крыма, примерно в 500 м севернее современного села Янтарное.

## История
Первое документальное упоминание села встречается в Камеральном Описании Крыма… 1784 года, судя по которому, в последний период Крымского ханства Тараш Койрат входил в Орта Чонгарский кадылык Карасьбазарского каймаканства. После присоединения Крыма к России (8) 19 апреля 1783 года, (8) 19 февраля 1784 года, именным указом Екатерины II сенату, на территории бывшего Крымского Ханства была образована Таврическая область и деревня была приписана к Симферопольскому уезду. После Павловских реформ, с 1796 по 1802 год, входила в Акмечетский уезд Новороссийской губернии. По новому административному делению, после создания 8 (20) октября 1802 года Таврической губернии, Ташлы-Конрат был включён в состав Кокчора-Киятской волости Перекопского уезда.
По Ведомости о всех селениях в Перекопском уезде состоящих с показанием в которой волости сколько числом дворов и душ… от 21 октября 1805 года в деревне Траш-Конрат числилось 4 двора и 29 жителей крымских татар. На военно-топографической карте генерал-майора Мухина 1817 года обозначена деревня Ташы-Конрат (как Конрат с 2 участками) с 30 дворами. После реформы волостного деления 1829 года Ташлы-Конрат, согласно «Ведомости о казённых волостях Таврической губернии 1829 года», остался в составе Кокчоракиятской волости. На карте 1836 года в деревне 36 дворов, как и на карте 1842 года.
В 1860-х годах, после земской реформы Александра II, деревню включили в состав Владиславской волости того же уезда. По обследованиям профессора А. Н. Козловского начала 1860-х годов, в селении вода в колодцах глубиной от 1,5—3 до 5 саженей (от 2 до 10 м) была частью солоноватая, а частью солёная. Согласно «Памятной книжке Таврической губернии за 1867 год», деревня была покинута, в результате эмиграции крымских татар, особенно массовой после Крымской войны 1853—1856 годов, в Турцию и лежала в развалинах. На трехверстовой карте 1865—1876 года обозначен хутор Ташлы-Конрат с 2 дворами. К 1886 году Владиславская волость была упразднена и в «Памятной книге Таврической губернии 1889 года» по результатам Х ревизии 1887 года записан Ташлы-Конрат Григорьевской волости, с 8 дворами и 51 жителем.
После земской реформы 1890 года деревню отнесли к Александровской волости, но в «…Памятной книжке Таврической губернии на 1892 год» Ташлы-Конрат не записан, а в «…Памятной книжке Таврической губернии на 1900 год» в деревне числилось 109 жителей в 10 дворах. По Статистическому справочнику Таврической губернии. Ч.II-я. Статистический очерк, выпуск пятый Перекопский уезд, 1915 год, в деревне Ташлы-Конрат Александровской волости Перекопского уезда числилось 10 дворов (5 дворов с землёй, 5 — безземельные, при этом земли за селением не числилось) с немецким населением в количестве 51 человека приписных жителей и 12 — «посторонних», из которых 34 мужчины и 29 женщин. В хозяйствах имелось 59 лошадей, 50 волов, 23 коровы и 24 головы мелкого скота. В 1918 году в селении было 25 человек.
После установления в Крыму Советской власти и учреждения 18 октября 1921 года Крымской АССР, в составе Джанкойского уезда был образован Курманский район. В 1922 году уезды получили название округов. 11 октября 1923 года, согласно постановлению ВЦИК, в административное деление Крымской АССР были внесены изменения, в результате которых был ликвидирован Курманский район и село включили в состав Джанкойского. Согласно Списку населённых пунктов Крымской АССР по Всесоюзной переписи 17 декабря 1926 года, в селе Ташлы-Конрат, Кендженского сельсовета Джанкойского района, числилось 23 двора, из них 21 крестьянский, население составляло 114 человека, из них 79 немцев, 13 украинцев, 17 русских, 5 записаны в графе «прочие». Постановлением Президиума КрымЦИКа «Об образовании новой административной территориальной сети Крымской АССР» от 26 января 1935 года был создан немецкий национальный (лишённый статуса национального постановлением Оргбюро ЦК КПСС от 20 февраля 1939 года) Тельманский район (с 14 декабря 1944 года — Красногвардейский) и село, с населением 135 человек, включили в его состав. Вскоре после начала Великой Отечественной войны, 18 августа 1941 года крымские немцы были выселены, сначала в Ставропольский край, а затем в Сибирь и северный Казахстан.
После освобождения Крыма от фашистов, 12 августа 1944 года было принято постановление № ГОКО-6372с «О переселении колхозников в районы Крыма» по которому в район из областей Украины и России переселялись семьи колхозников, а в начале 1950-х годов последовала вторая волна переселенцев из различных областей Украины. С 25 июня 1946 года селение в составе Крымской области РСФСР. Указом Президиума Верховного Совета РСФСР от 18 мая 1948 года, Ташлы-Конрат переименовали в Красноармейское. Ликвидировано до 1960 года, поскольку в «Справочнике административно-территориального деления Крымской области на 15 июня 1960 года» селение уже не значилось (согласно справочнику «Крымская область. Административно-территориальное деление на 1 января 1968 года» — в период с 1954 по 1968 годы).

### Динамика численности населения
| - 1805 год — 29 чел. - 1889 год — 51 чел. - 1900 год — 109 чел. - 1915 год — 51/12 чел. | - 1918 год — 25 чел. - 1926 год — 114 чел. - 1935 год — 135 чел. |